# モッタ・サンタ・ルチーア
モッタ・サンタ・ルチーア（イタリア語: Motta Santa Lucia）は、イタリア共和国カラブリア州カタンザーロ県にある、人口約800人の基礎自治体（コムーネ）。

## 地理

### 位置・広がり

#### 隣接コムーネ
隣接するコムーネは以下の通り。括弧内のCSはコゼンツァ県所属を示す。
- アルティーリア (CS)
- コンフレンティ
- デコッラトゥーラ
- マルティラーノ
- ペディヴィリアーノ (CS)

## 行政

### 分離集落
モッタ・サンタ・ルチーアには、以下の分離集落（フラツィオーネ）がある。
- Casale, Marignano, Porchia, Salicara